# Mare à Poule d'Eau
Pour l’article homonyme, voir Mare à Poule d'Eau (îlet).
La mare à Poule d'Eau est une mare située dans le cirque naturel de Salazie, sur l'île de La Réunion, un département et région d'outre-mer français dans le sud-ouest de l'océan Indien. Partie du parc national de La Réunion, elle a donné son nom à l'îlet voisin de Mare à Poule d'Eau.